# The Coffee Cup
The Coffee Cup es una cadena internacional de café fundada en San Salvador, El Salvador. Es la compañía de café más grande de Centroamérica con 38 locales en 2 países. 
The Coffee Cup sirve a los amantes del buen café  bebidas preparadas frías y calientes en diferentes presentaciones. Además de contar con una variedad de postres y productos saldados que complacerán a los paladares más exigentes. También brinda a sus clientes diversidad de travel Mug, cafeteras, café en libras, café en Pods, libros de recetas entre otros.

## Internacionalización
The Coffee Cup inició operaciones en 2000 con una tienda en las instalaciones del Aeropuerto Internacional El Salvador.
La expansión regional de esta franquicia tiene inicio en 2006 cuando después de cinco años de operar en El Salvador y contar con más de dos docenas de establecimientos, la franquicia incursiona con sus siete primeras tiendas en Honduras.
| País        | Sucursales The Coffee Cup |
| ----------- | ------------------------- |
| El Salvador | 36                        |
| Honduras    | 9                         |
| Total       | 45                        |

## Menú

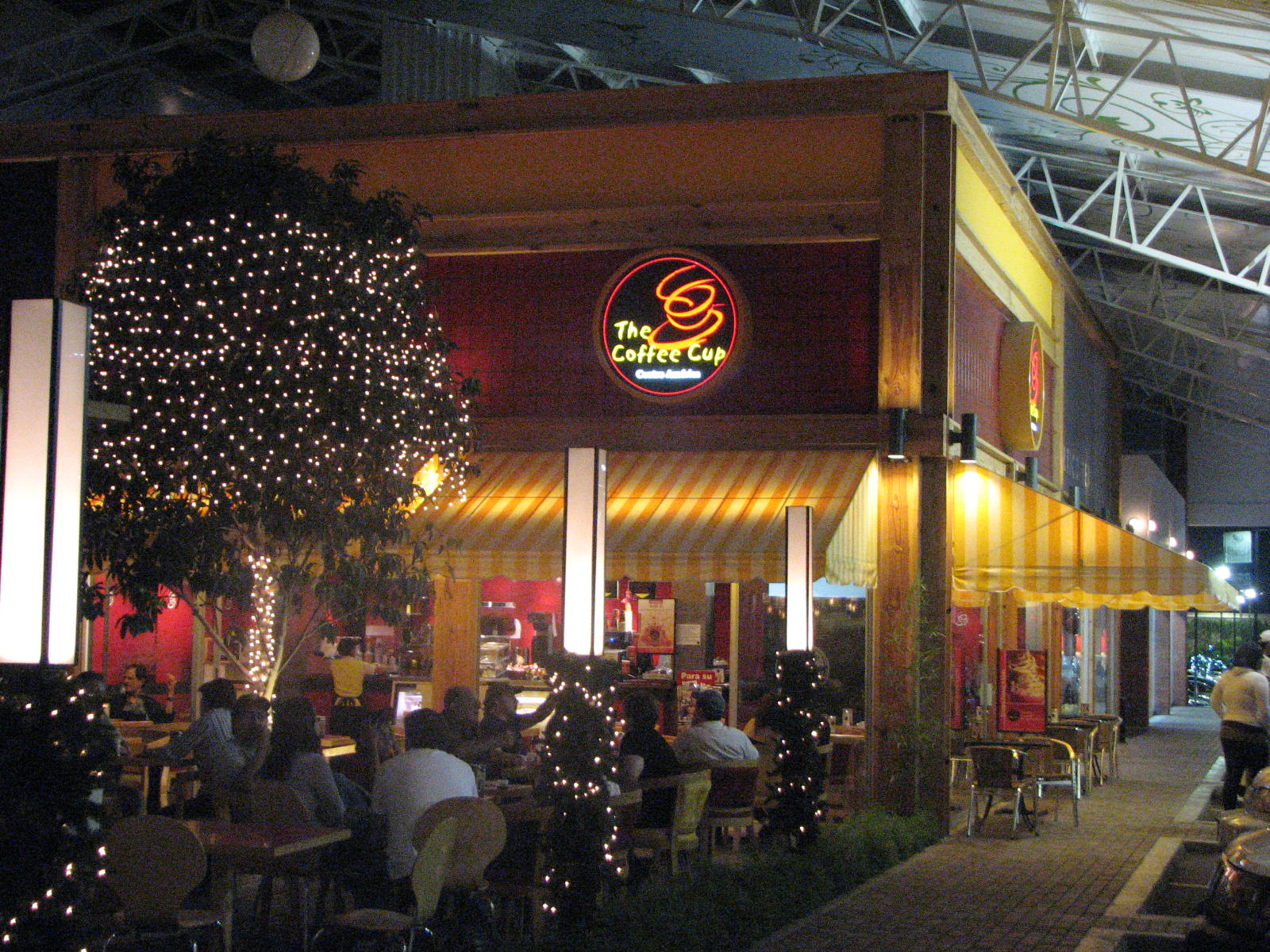
Exterior de uno de los restaurantes, ubicado en San Salvador.

Ofrece una selección de bebidas frías y calientes en diversidad de tamaños, entre las más destacadas podemos mencionar: 
Bebidas calientes
• Espresso

• Machiato

• Latte

• Cappuccino

• Mochaccino

• White Mocha

• Mocha con coco y nuez

• Mocha Black & White

• Café Americano

• Hot Chai

• Hot Green Tea

• Hot Taro

Bebidas frías
• Frozen Cappuccino

• Frozen Mochaccino

• Frappes (Coconut, Toffee, Mocha Monkey, Peanut Butter, Oreo, Bliss Chocolate Chip, Black And White, Candy whith a kick, Maple, Moka Mint entre otros)

• Iced Mocha Nevado

• Latte helado

• Cappuccino helado

• White Mocha Helado

• Chai Latte Smoothie

• Skinny

• Taro Smoothie

Productos Light
• Green Tea Smoothie

• Green Tea Flavours

• Skinny frappe

• Frappe light

Postres sugar free
• Strawberry Cheesecake 

• Tarta de manzana

• Tartaleta de limón

• Tartaleta de Coco

• Pastel de Zanahoria

• Pastel de café

• Choco Avena

• Crocanti

## Cronología de apertura de tiendas
| Año  | Sucursal |
| ---- | --- |
| 1991 | Se abre la empresa de café Quality Grains, S.A. de C.V.                                                                      |
| 2000 | El 18 de julio se abre el primer bar de café en El Aeropuerto Internacional de El Salvador, con el nombre de Quality Grains. |
| 2002 | Se constituye la Franquicia de The Coffee Cup Franchise, Inc.                                                                |
| 2002 | El 1 de diciembre se abrió el primer Bar de Café, en el Centro Comercial Metrocentro, ya como franquicia.                    |

## Tiendas The Coffee Cup  la fecha
| Fecha                   | Sucursal                                                         |
| ----------------------- | ---------------------------------------------------------------- |
| 18 de julio de 2000     | Aeropuerto Internacional de El Salvador                          |
| 1 de diciembre de 2002  | The Coffee Cup, Metrocentro 1ª Etapa                             |
| 5 de abril de 2003      | The Coffee Cup, Centro Comercial Las Cascadas                    |
| 28 de octubre de 2003   | The Coffee Cup, Centro Comercial Plaza Mundo                     |
| 18 de noviembre de 2003 | The Coffee Cup, Centro Comercial El Paseo                        |
| 15 de octubre de 2004   | The Coffee Cup, Centro Comercial Galerías                        |
| 17 de mayo de 2005      | Aeropuerto Internacional de El Salvador                          |
| 24 de junio de 2005     | The Coffee Cup, Despensa de Don Juan, 75 Av. Norte. Col. Escalón |
| 3 de noviembre de 2005  | The Coffee Cup. Metrocentro 10.ª Etapa                           |
| 1 de septiembre de 2011 | The Coffee Cup, Grupo Q Autopista Sur                            |
| 19 de marzo de 2012     | The Coffee Cup, Grupo Q Santa Elena                              |

## También contamos con  18 tiendas como  franquicias en El Salvador
| Fecha                   | Sucursal                                      |
| ----------------------- | --------------------------------------------- |
| 2 de junio de 2003      | The Coffee Cup, San Miguel                    |
| 10 de febrero de 2004   | The Coffee Cup, Santa Ana                     |
| 5 de diciembre de 2004  | The Coffee Cup, Multiplaza San Salvador       |
| 13 de febrero de 2006   | The Coffee Cup, Plaza Jardín, San Salvador    |
| 2 de octubre de 2006    | The Coffee Cup, Las Palmas, La Libertad       |
| 10 de octubre de 2006   | The Coffee Cup, Los Héroes, San Salvador      |
| 7 de noviembre de 2006  | The Coffee Cup, Colonia Médica, San Salvador  |
| 22 de octubre de 2007   | The Coffee Cup, Santa Elena, La Libertad      |
| 18 de diciembre de 2009 | The Coffee Cup, Británica, La Libertad        |
| 12 de abril de 2010     | The Coffee Cup, Plaza Merliot, La Libertad    |
| 29 de mayo de 2010      | The Coffee Cup, Plaza Madero, La Libertad     |
| 17 de enero de 2011     | The Coffee Cup, Masferrer, San Salvador       |
| 1 de diciembre de 2012  | The Coffee Cup Navarra, San Salvador          |
| 8 de julio de 2013      | The Coffee Cup La Gran Vía, San Salvador      |
| 25 de noviembre de 2013 | The Coffee Cup Sonsonate, San Salvador        |
| 2 de diciembre de 2013  | The Coffee Cup Loma Linda, San Salvador       |
| 23 de agosto de 2014    | The Coffee Cup Altos de Escalón, San Salvador |
| 14 de noviembre de 2014 | The Coffee Cup La Skina, San Salvador         |
| 7 de febrero de 2015    | The Coffee Cup Plaza Integración              |

## Tenemos  tiendas como franquicias en Centro América
| Fecha                   | Sucursal                                       |
| ----------------------- | ---------------------------------------------- |
| 29 de noviembre de 2004 | The Coffee Cup, San Pedro Sula, Circunvalación |
| 20 de noviembre de 2005 | The Coffee Cup, San Pedro Sula, City Mall      |
| 20 de diciembre de 2006 | The Coffee Cup, Tegucigalpa, Cascadas          |
| 1 de febrero de 2005    | The Coffee Cup, Toncontin, Honduras            |
| 5 de mayo de 2009       | The Coffee Cup, Multiplaza, Honduras           |